# ラ・マッダレーナ諸島
ラ・マッダレーナ諸島（イタリア語: L'arcipelago della Maddalena) は、イタリア・サルデーニャ島の北東にある諸島。ラ・マッダレーナ島、カプレーラ島などからなる。美しい自然に恵まれており、ラ・マッダレーナ諸島国立公園に指定されている。

## 地理
行政上は、サルデーニャ州オルビア＝テンピオ県に属し、諸島全体で基礎自治体（コムーネ）ラ・マッダレーナを構成している。諸島は以下の島々、およびいくつかの小島からなる。
諸島には美しい自然とエメラルド色の澄んだ水を目当てに遊覧船がクルーズを行っているが、1994年からラ・マッダレーナ諸島国立公園となっており環境保護のため立ち入り制限区域が設定されている。
- ラ・マッダレーナ島
- カプレーラ島

ジュゼッペ・ガリバルディの隠棲先として有名で、人工の地峡でラ・マッダレーナ島とつながっている。
- サント・ステーファノ島

NATOやイタリア海軍の基地がある。かつてはアメリカ海軍の潜水艦基地として使われていた。
- サンタ・マリーア島
- ラッツォリ島
- ブデッリ島

個人所有であるがピアッジャ・ローザと呼ばれる薔薇色の砂があるビーチを保護するため、1990年代初頭に立ち入り制限が設定され観光客が激減した。所有者から委託を受けた管理人が1名常駐しておりガイドや美術品の販売をしている。
- スパルジ島

## 事件
1989年、エンジン故障と錨の喪失によりサルデーニャ島とコルシカ島の間の海域から漂流していたマウロ・モランディがブデッリ島に漂着。偶然島の管理人が引退が近かったことから、次の管理人となった。
1994年1月1日6時35分、フランスのフェリー「モンテ・ステッロ」が、乗客77人および乗員と約30台の車両を載せてバッレッティーニ島の岩礁で座礁した。
2003年10月25日、ハートフォード (原子力潜水艦)が付近で座礁した。